# Zitkála-Šá
Zitkála-Šá, också känd som Gertrude Simmons Bonnin, född 22 februari 1876 i Yankton Sioux Agency, South Dakota, USA, död 26 januari 1938 i Washington D.C., var en ursprungsamerikansk författare, musiker, lärare, översättare och politisk aktivist.
Zitkála-Šá anses vara en av de mest inflytelserika aktivisterna från den amerikanska ursprungsbefolkningen under 1900-talet. Hon skrev flera verk om sin kamp med kulturell identitet och dragningen mellan majoritetskulturen där hon utbildades och Dakotakulturen i vilken hon föddes och växte upp. Hennes senare böcker var bland de första verken som presenterade urfolkens traditionella berättelser för en utbredd vit engelsktalande läsekrets. 
I samarbete med den amerikanske musikern William F. Hanson skrev Zitkala-Ša librettot och sångerna till The Sun Dance Opera (1913). Den komponerades i romantisk musikstil, och baserades på kulturella teman från Sioux och Utefolken.
Hon var en av grundarna av National Council of American Indians 1926, som bildades för att lobba för ursprungsfolks rätt till amerikanskt medborgarskap, rösträtt och andra medborgerliga rättigheter. Zitkala-Ša var rådets president fram till sin död 1938.
Zitkála-Šá, som också är känd som Gertrude Simmons Bonnin, har efter sin död fått en krater på Venus uppkallad efter sig under beteckningen Bonnin.